# Haracca parnassiina
Haracca parnassiina là một loài ruồi trong họ Tachinidae.